# أرنولد زيمرمان
أرنولد زيمرمان (بالإنجليزية: Arnold Zimmerman)‏ هو نحات أمريكي، ولد في 13 ديسمبر 1954.

## وصلات خارجية
- الموقع الرسمي